# Yves Roucaute
 (mai 2019).
Yves Roucaute est un philosophe, universitaire et écrivain français, né le 19 février 1953 à Paris.
Auteur de nombreux ouvrages, il est agrégé de philosophie, docteur d’État en science politique, agrégé de science politique, docteur en philosophie. Il est professeur des universités à la faculté de droit de l’université Paris-Nanterre.
Il nie l'origine anthropique du réchauffement climatique, en opposition au consensus scientifique.

## Biographie
Yves Roucaute est le fils du résistant et militant communiste Marcel Roucaute.

### Carrière universitaire
Il fait ses études à la Sorbonne. Il est agrégé de philosophie (1981) et de sciences politiques (1987), docteur d’État en science politique (1985). 
Il commence sa carrière universitaire comme enseignant à l'Université de Vincennes (Paris 8) et assistant à la faculté de droit de l'université d’Amiens, en droit constitutionnel. 
Il est ensuite professeur à la faculté de droit de l’université de Poitiers, puis à l’université de Paris-X Nanterre jusqu'à l'été 2020, où il dirige le master de management du risque.

### Activités politiques
Selon Libération, Yves Roucaute est membre des Jeunesses communistes puis dirigeant de l'UNEF, dont il a été vice-président, de l'Union des étudiants communistes, qu'il dirige à la Sorbonne, de la tendance « italienne » (Fondateur et Président de l'Institut Gramsci)[réf. nécessaire].
Il explique sa rupture avec la gauche française par une vision compassionnelle, chrétienne et libérale, dans son ouvrage Le néoconservatisme est un humanisme (PUF. 2005), rupture que Rue89 décrit comme une évolution vers « un néoconservatisme à l’américaine ».
Il est appelé comme conseiller technique ou conseiller spécial dans les cabinets d'Alain Madelin, ministre de l'Industrie, des PTT et du Tourisme en 1986–1988 dans le gouvernement Chirac II ; de Alain Carignon, alors ministre de la Communication, puis de Jacques Toubon, ministre de la Culture et de la Francophonie en 1993–1994 dans le gouvernement Balladur ; d'Alain Madelin, ministre de l’Économie et des Finances en 1995 dans le gouvernement Juppé I ; de François Loos, ministre délégué à l'Enseignement supérieur et à la Recherche en 2002 dans le gouvernement Raffarin I, de Claude Guéant, ministre de l'Intérieur, de l'Outre-mer, des Collectivités territoriales et de l'immigration dans le gouvernement Fillon[réf. nécessaire]. Il fait partie du groupe des intellectuels qui ont soutenu Nicolas Sarkozy[réf. nécessaire].
Yves Roucaute confirme au journal Le Monde être l'auteur du discours de Claude Guéant tenu devant l'Union nationale inter-universitaire (UNI) le 4 février 2012. Claude Guéant avait affirmé que « Contrairement à ce que dit l'idéologie relativiste de gauche, pour nous, toutes les civilisations ne se valent pas. Celles qui défendent l'humanité nous paraissent plus avancées que celles qui la nient. Celles qui défendent la liberté, l'égalité et la fraternité nous paraissent supérieures à celles qui acceptent la tyrannie, la minorité des femmes, la haine sociale ou ethnique ».
En 2022, il publie L'Obscurantisme vert - La véritable histoire de la condition humaine, livre dans lequel il affirme que les activités humaines ne sont pas responsables du réchauffement climatique, position réfutée par la communauté scientifique, notamment dans le sixième rapport du GIEC.

## Publications

### Philosophie
- La République contre la démocratie, Paris, Plon, puis ContemporaryBookstore, 1996, 289 p. (ISBN 2-259-02804-7, présentation en ligne)
- Les Démagogues : de l'antiquité à nos jours, Paris, Plon, puis ContemporaryBookstore, 1999, 332 p. (ISBN 2-259-02803-9, présentation en ligne)
- La Puissance de la liberté : le nouveau défi américain, Paris, Presses universitaires de France, puis Contemporary Bookstore, coll. « Philosophie », 2004, 331 p. (ISBN 2-13-054293-X)
- Le néo-conservatisme est un humanisme, Paris, PUF, puis ContemporaryBookstore, 2005, 150 p. (ISBN 2-13-055016-9)
- Vers la paix des civilisations : Le retour de la spiritualité, Éditions Alban, puis ContemporaryBookstore, 2008, 259 p. (ISBN 978-2-911751-53-0 et 2-911751-53-1, présentation en ligne)
- La Puissance d'humanité, du néolitihique aux temps contemporains : Le Génie du christianisme, Paris, Éditions François-Xavier de Guibert, puis ContemporaryBookstore, 2011, 440 p. (ISBN 978-2-13-055016-7 et 2-13-055016-9)
- Éloge du mode de vie à la française : the French way of life, Paris, Éditions du Rocher, puis Contemporary Bookstore, 2013, 304 p. (ISBN 978-2-268-07334-7)
- Histoire de la philosophie politique, Volume 1, Du néolithique à l'Antiquité grecque, Contemporary Bookstore, 2015, 220 p. (ISBN 978-2-37101-127-4)
- Histoire de la philosophie politique, Volume 2, Des grandes spiritualités à la fin du Moyen-Âge, Paris, Contemporary Bookstore, 2015, 240 p. (ISBN 978-2-37101-154-0)
- Petit Traité sur les origines chrétienne de la démocratie libérale en Europe, Paris, Contemporary Bookstore, 2014, 90 p.
- Le Bel Avenir de l’humanité, La Révolution des temps contemporains, Paris, Calmann-Lévy, 2018, 504 p. (ISBN 978-2-7021-6348-1 et 2-7021-6348-3)
- L’Obscurantisme vert. La véritable histoire de la condition humaine, éditions du Cerf, 2022.

### Science politique
- Le PCF et les sommets de l’État, Paris, Presses universitaires de France, 1979.
- Le PCF et l’armée, Paris, PUF, 1981.
- Histoire des socialistes, de 1871 à nos jours, 1983
- Le Parti socialiste, Paris, Huisman, 1985.
- Éloge de la trahison, avec Denis Jeambar, Paris, Éditions du Seuil, 1986.
- La quatrième tribu. Splendeurs et misères des journalistes, Paris, Calmann-Lévy, 1991[10]
- Discours sur les femmes qui en font un peu trop, Paris, Plon, 1993.

### Ouvrages collectifs
- « La Menace archaïque dans les républiques contre le devoir de mémoire et de silence », dans La Mémoire entre silence et oubli, Presses universitaires de Laval, Laval, 2006
- Articles dans l'Encyclopédie universelle philosophique, Paris, PUF, vol. 2 et vol.3, 1992 : « Nicos Poulantzas », « Georges Sorel »
- Dans le Dictionnaire des œuvres politiques, Paris, PUF, 1986 « Montaigne »
- Dans le Dictionnaire des Philosophes, Paris, PUF, 1984 : « Poulantzas », « Gramsci », « Trotsky », « Proudhon », « Destutt de Tracy », « Saint-Just », « Zwingli », « Jansenius », « Marc Aurèle », « Molina ». Articles de moindre importance : « Criton », « Les cyniques », « Diogène le cynique », « Antisthène », « Eudème », « Eudore », « Hermias », « Hermippos », « Hermodore de S. », « Hermodore de E », « Hermotime », « Musonius Rufus », « Varron »
- « Rawls en France », dans L’Évolution de la philosophie du droit en Allemagne et en France depuis la fin de la seconde guerre mondiale, Paris, PUF, 1991
- « Jean-Louis Seconds, théoricien de la Terreur », dans Les Déclarations de l’An I, Paris, PUF, 1995
- « L’Abject », dans La Xénophobie est-elle une norme psychique, Nice, Université de Nice, 1994.
- « L’Individualisme électronique à l’heure du numérique et du virtuel », in Médias-pouvoirs, n°45, 1997, p.40-51.